# Exophiala
Exophiala es un género de hongos en la familia Herpotrichiellaceae. Este género posee una distribución amplia y contiene 28 especies. El género fue descripto por J. W. Carmichael en 1966.
Se ha indicado que Exophiala es la causa del 'pulmón del saxofonista' o neumonitis hipersensible, una enfermedad que puede ser contraida por músicos ejecutantes de instrumentos de viento de madera (saxofonistas, clarinetistas, oboistas). Un estudio presentado en la reunión anual del Colegio Norteamericano de Alergia, Asma e Inmunología indicó que es posible desarrollar esta enfermedad alérgica pulmonar si no se limpian correctamente los instrumentos.
Exophiala werneckii es el organismo responsable de la tinea nigra.
Algunas fuentes consideran similares a Hortaea werneckii, Cladosporium werneckii, Exophiala werneckii, y Phaeoannellomyces werneckii.
Exophiala jeanselmei causa eumycetoma. Suele ser una enfermedad asintomática que se presenta con lesiones maculares negras o marrones que aumentan de tamaño por extensión periférica. La lesión es más oscura en la periferia y tiene márgenes muy marcados. Diagnóstico de laboratorio: utilizando una prueba de KOH. Se ven típicamente hifas ramificadas tabicadas de color marrón o células en ciernes de color marrón oscuro. El tratamiento es un antifúngico tópico: miconazol o econazol.

## Especies
- Exophiala alcalophila
- Exophiala angulospora
- Exophiala attenuata
- Exophiala calicioides
- Exophiala castellanii
- Exophiala dermatitidis
- Exophiala dopicola
- Exophiala exophialae
- Exophiala heteromorpha
- Exophiala hongkongensis
- Exophiala jeanselmei
- Exophiala lecanii-corni
- Exophiala mansonii
- Exophiala mesophila
- Exophiala moniliae
- Exophiala negronii
- Exophiala phaeomuriformis
- Exophiala pisciphila
- Exophiala psychrophila
- Exophiala salmonis
- Exophiala spinifera
- Exophiala werneckii